# Daspalla (stato)
Lo Stato di Daspalla fu uno stato principesco del subcontinente indiano, avente per capitale la città di Kunjabangarh.

## Storia
L'area di Daspalla era anticamente parte dello stato di Baudh, ed era governata dalla dinastia di Bhanj. Sul finire del Quattrocento, il raja di Baudh rese suo fratello Naren Bhanj feudatario della regione. In seguito, per intrighi politici, si separò dal regno di Baudh e venne fondato il principato di Daspalla con l'aiuto dei vicini regnanti dello stato di Khandpara.
Lo stato entrò a far parte dell'Unione Indiana nel 1948, nel distretto di Nayagarh dello stato di Odisha.

## Governanti
I governanti avevano il titolo di Raja.

### Raja
- Naren Bhanja (viv. 1498)
- Chakradhar Deo Bhanja (1653–1701)
- Padmanav Deo Bhanja (1701–1753)
- Trilochan Deo Bhanja (1753–1775)
- Makunda Bhank Deo Bhanja (1775–1795)
- Guri Charan Deo Bhanja (1795–1805)
- Krishna Chanda Deo Bhanja (1805–1845)
- Madhusudan Deo Bhanja (1845–1861)
- Narsimha Deo Bhanja (1861–1873)
- Chaitan Deo Bhanja (1873–19 aprile 1897)
- Narayan Deo Bhanja (19 aprile 1897–11 dicembre 1913)
- Kishor Chandra Deo Bhanja (11 dicembre 1913–1 gennaio 1948)